# Пиер Елиът Трюдо
Пиер Елиът Трюдо (на английски: Pierre Elliott Trudeau) е канадски политик. Той е 15-ият премиер-министър на Канада; заема поста от 20 април 1968 г. до 4 юни 1979 г. и от 3 март 1980 до 30 юни 1984 г.

## Биография
Завършил е икономика и право в Монреалския университет. От 1971 г. е женен за Маргарет Синклер, има трима синове Джъстин Трюдо (р. 1971, министър-преседател на Канада от 2015 г.), Александър (р. 1973) и Мишел (1975 – 1998).

## Политическа кариера
Министър-председател на Канада от Либералнатата канадска партия.